# Iron Maiden
Iron Maiden (транскр.  Ајрон мејден, превод: Железна девица) енглеска је хеви метал музичка група из Лејтона (Источни Лондон). Бенд је 1975. године основао басиста и главни текстописац Стив Харис. Од свога оснивања, бенд је издао тридесет четири албума: петнаест студијских албума; једанаест живих албума; четири EP-a и шест компилација.
Као пионири Новог таласа британског хеви метала, Iron Maiden је постигао светски успех током осамдесетих година 20. века. После неколико промена постава, бенд је почео да продаје серију платинастих и златних албума. Ово укључује и албуме The Number of the Beast из 1982, Piece of Mind из 1983, Powerslave из 1984, видео албум Live After Death из 1985, Somewhere in Time из 1986, и Seventh Son of a Seventh Son из 1988. који су у САД добили платинасти тираж. Бенд је тренутно у процесу оживљавања популарности, са њиховим албумом A Matter of Life and Death из 2006. који је достигао девето место на Billboard 200 листи и четврто место на листи УК-а. Њихов најновији албум The Final Frontier је издат широм света 16. и 17. августа 2010. године, достигнувши прво место у 40 различитих земаља и добивши углавном позитивне критике. Друга песма тога албума „El Dorado“ победила је у категорији Најбоља метал изведба на 53. додели Греми награда.
Сматрају га за једног од најбољих хеви метал бендова, јер је наводно продао преко 100 милиона албума широм света са малом радијском и телевизијском подршком. Бенд је добио Ајвор Новело награду за интернационално достигнуће 2002. године и такође су примљени у Холивудском рок шеталишту на Сансет булевару, током турнеје по Сједињеним Државама 2005. године. Од октобра 2009. године, бенд је одсвирао више од 2000 концерта.
Током највећег дела трајања бенд прати њихова маскота Еди. Еди се појавио на скоро свим њиховим омотима албума и синглова, као и на концертима.

## Историја

### Ране године (1975—1978)
Ајрон мејден је на Божић 1975. године формирао басиста Стив Харис, недуго након што је напустио своју претходну групу Смајлер. Харис је дао име бенду на основу филма Човек са гвозденом маском.
Певач Пол Деј је отпуштен из бенда „због недостатка енергије или харизме на позорници.“ Заменио га је Денис Вајлкук, обожавалац Киса, који је користио ватру, шминку и лажну крв током наступа. Вајлкуков пријатељ Дејв Мари је позван да се прикључи бенду, на запрепашћење тадашњих гитариста Дејва Саливана и Терија Ренса. Њихова фрустрација је довела до тога да Харис привремено распусти бенд 1976. године, али је група оформљена недуго потом са Маријем као јединим гитаристом. Стив Харис и Дејв Мари су чланови који су најдуже у бенду.
Ајрон мејден је унајмио још једног гитаристу 1977. - Боба Сојера. Напетост се опет створила, што је довело до јаза између Марија и Вајлкука и њиховог отпуштања из бенда. Лоша свирка у Бриџхаусу новембра 1977. године, са привременом поставом која је укључивала и Тонија Мура на клавијатури и Терија Вопрема на гитари и бубњара Берија Пуркиса, довела је до тога да Харис распусти цео бенд. Дејв Мари је позван поново и Даг Семпсон је унајмљен за бубњара.

### Успон (1978—1981)
Случајни сусрет у Ред Лајон пабу у Лејтонстоуну довело је до успешне аудиције за певача Пола Ди'Ана. Стив Харис је изјавио: „Има ту неког квалитета у Половом гласу, тврдоћа у његовом гласу или како год желите то да назовете, која је давала сјајну оштрину.“
У свим периодима, осим краја 1976. до половине 1977. и зиме 1978-79 када је Мари био једини гитариста бенда, постава Ајрон мејдена би увек садржала две гитаре. Разматрало се да Адријан Смит, пријатељ из Маријевог детињства, заузме место у бенду током The Final Frontier светске турнејеједне свирке, али је Смит био заузет својим бендом, Урчином.
На Новогодишње вече 1978. године, бенд је снимио свој први EP: The Soundhouse Tapes. Садржећи само четири песме, бенд је продао свих пет хиљада копију у року од неколико недеља. Једна песма са овог EP-а, Prowler заузела је прво место у музичком часопису Sounds Нила Кеја.
Децембра 1979. године бенд је склопио велики уговор са EMI-јем. Јануара 1980. Даг Семпсон је напустио бенд због здравствених проблема, а њега је заменио Клајв Бер.Metal for Muthas Tour је прва турнеја на коју је бенд ишао, касније је издата и компилација са прве две верзије „Sanctuary“ и „Wrathchild.“ На турнеји која је следила, бенд је у своју поставу учврстио другог гитаристу Дениса Стратона.
Ајрон мејденов епонимски албум је издат 1980. Албум је достигао четврто место на топ-листи албума УК-а током прве недеље од објављивања. Група је постала једна од водећих заговорника покрета Новог таласа британског хеви метала.}} Бенд је свирао на истоименој турнеји, а затим је отварао концерте на европском делу Кисове Unmasked турнеје из 1980. године. Ајрон мејден је такође отварао Џудас Присту на одабраним датумима. После турнеје Киса, Денис Стратон је отпуштен из бенда због креативне и персоналне разлике. Стратона је у бенду заменио Адријан Смит октобра 1980. године.
Године 1981. бенд је издао њихов други албум под насловом „Killers“. Овај нови албум садржао је многе песме које су биле написане пре издавања првог албума и сматране као сувишне. Само су две нове песме написане за албум: „Prodigal Son“ и „Murders in the Rue Morgue“ (наслов је преузет из кратке приче Едгара Алана Поа).

### Међународни успех (1981—1986)
До 1981. Пол Ди'Ано је показивао све веће деструктивно понашање, поготово кроз наводно коришћење дрога и ако сам Ди'Ано негира ове тврдње. Његов наступ је почео да испашта, баш када бенд постиже велики успех у Америци. На крају 1981. бенд је отупшта Ди'Ана и тражи новог певача. Брус Дикинсон, пре тога певач Самсона, дошао је на аудицију Ајрон мејдена септембра 1981. и убрзо потом се придружује бенду. Затим заједно са бендом одлази на малу турнеју. У ишчекивању новог албума, бенд свира „Children of the Damned“, „Run to the Hills“, „22 Acacia Avenue“ и „The Prisoner“ у одређеним дворанама, тиме представљајући својим обожаваоцима звук ка коме се крећу.
Дикинсон је снимио са Ајрон мејденом нови албум The Number of the Beast 1982. године који је бенду донео прво место на топ-листи албума Уједињеног Краљевства и такође био у многим земљама међу првих десет на топ-листама. По други пут у њиховој историји, бенд је кренуо у светску турнеју посећујући земље као што су САД, Канада, Јапан, Аустралија, Уједињено Краљевство, и Немачка. Нова постава са Брусом Дикинсоном као певачем је ефикасно представљена британској публици. Бенд је 1982. године наступио као главни извођач на Reading Rock фестивалу. Овај албум је донео светску славу Ајрон мејдену, продавши се у 14 милиона примерака широм света.
Амерички део The Number of the Beast турнеје је био контраверзан, јер су америчке конзервативне политичке групе за лобирање тврдили да је Ајрон мејден сатанистички бенд због наслова албума и истоимене песме. Сви покушаји бенда да зауставе критике су пропале. Групе хришћанских активиста су уништавали плоче Ајрон мејдена (заједно са плочама Озија Озборна) у знак протеста против групе.
Дикинсон је у то време још увек имао правне тешкоће са менаџментом Самсона и није му било дозвољено да штампа своје име на омоту албума. Међутим још увек је могао да даје „креативни утицај“ у многим песмама. У интервјуу за „Guitar Legends“ изјавио је да је допринео целокупној теми у песмама Children of the Damned, The Prisoner и Run to the Hills.
Децембра 1982. бубњар Клајв Бер је напустио групу због личних проблема и неодговарајућих датумима турнеје. Њега је заменио Нико Мекбрејн, бивши бубњар француског бенда Траст. Убрзо потом, бенд је отпутовао на Бахаме да снима први од три узастопна албума у Compass Point студију. Током 1983. објавили су албум „Piece of Mind“. У Уједињеном Краљевству заузима високо треће место, док у Америци где је дебитантски албум, заузима 70. место.  садржи два успешна сингла „Flight of Icarus“ и „The Trooper“.
Убрзо после успеха „Piece of Mind-а“, бенд је издао албум „Powerslave“ 9. септембра 1984. године. Албум је садржао многе омиљене песме обожавалаца, као што су: 2 Minutes to Midnight, Aces High, и Rime of The Ancient Mariner, песма заснована на истоименој поеми Самјуела Тејлора Колриџа у трајању од преко 13 минута.
Турнеја која је пратила албум названа је „World Slavery Tour“ и била је једна од најдужих турнеја у историји бенда. Бенд је свирао 193 концерта у периоду од годину дана. Ову турнеју сматрају за једну од највећих у музичкој историји, јер је бенд током читаве турнеје чуло око 3,5 милиона људи. Многи концерти су свирани у истом граду, као на пример у Лонг Бичу, Калифорнија. Где је бенд распродао четири концерта за редом, свирајући укупном публиком од 54.000 људи. Бенд је снимке из те арене издао као видео албум под именом Live After Death. Обожаваоци и критичари и сматрају овај албум за један од најбољих хард рок/хеви метал живих албума свих времена. Ајрон мејден је 1985. заједно са групом Квин наступио, као главни извођач на фестивалу Rock In Rio где су свирали пред публиком од око 300.000 људи. Ова турнеја је била исцрпљујућа, па је после њеног завршетка бенд узео одмор од шест месеци, чак отказујући мини турнеју која би подржавала бендов нови живи албум. Ово је био први одмор у историји бенда.

### Експериментисање (1986—1989)
Вративши се са одмора, бенд је усвојио нови стил при изради њиховог албума из 1986. названог Somewhere in Time. Ово није био концептуални албум, али је његова тема била лабаво заснована на путовању кроз време и сличним темама као што су историја, пролазак времена и дуга путовања. По први пут у историји бенда, албум је садржао синтисајзер бас и гитаре, служећи да дода текстуру и слој звуку. И ако је албум сматран другачији од свих претходних, заузео је добра места на топ-листама у свету, нарочито сингл „“.
Експериментисање које је виђено у албуму Somewhere in Time настављено је и албумом Seventh Son of a Seventh Son издатог 1988. Ово је био концептуални албум који је пратио причу о митском детету које поседује моћи видовњака. Први пут је бенд користио синтисајзере приликом снимања, насупрот синтисајзер гитари из претходног албума. Критичари су изјављивали да је то произвело доступније издање. Ово је био други албум Ајрон мејдена који је достигао прво место на топ-листи Уједињеног Краљевства. Група је наступила на  фестивалу у Донингтон парку 20. августа 1988. године, пред око 107 000 људи. То је била највећа посећеност у историји тог фестивала. Други извођачи су били Кис, Дејвид Ли Рот, Мегадет, Ганс ен роузес и Хелоувин. Током фестивала двоје људи је изгажено на смрт услед великог гурања, током концерта Ганс ен роуза, па је следећа година фестивала отказана.
Године 1990. је било десет година од објављивања првог сингла бенда. Бенд тада издаје „The First Ten Years“, серију од десет CD-ова и дуплих дванаестоинчних плоча. Између 24. фебруара и 28. априла 1990, индивидуални делови су се објављивали, сваки део садржећи по 2 сингла укључујући и Б стране.

### Промене (1989—1994)
Године 1989, пошто је завршио турнеју са Ајрон мејденом, гитариста Адријан Смит издаје соло албум са својим бендом Ејесејпи-ом, под називом Silver and Gold. Такође током паузе 1989. године, певач Брус Дикинсон започиње рад на свом соло албуму заједно са бившим гитаристом Гилана - Јаником Герсом. Издао је албум под називом Tattooed Millionaire 1990. године.
Убрзо потом, Ајрон мејден се састаје да ради на новом албуму. Адријан Смит напушта бенд услед разлика са Стивом Харисом о правцу у којем бенд треба да се креће. Јаник Герс је изабран да се прикључи бенду као његова замена, због рада на соло пројекту Бруса Дикинсона. Заменивши Смита, Јаник је постао први нови члан бенда после седам година. Албум No Prayer for the Dying је издат октобра 1990. године.
Бенд се попео на првом месту Британске топ-листе са успешним синглом „Bring Your Daughter... to the Slaughter“. Песму је оригинално снимио Дикинсон за филм Страва у Улици брестова 5: Дете снова.  Сингл је објављен 24. децембра 1990. и то је било једно од првих издања које је имало неколико другачијих формата и Б страна. Сингл држи рекорд за једно од најбржих пењања на листи и потом губљења скоро свих позиција у следећих неколико недеља.
Дикинсон је наступао на соло турнеји 1991. пре него што се враћа у студио са бендом да би радио на новом албуму Fear of the Dark. Албум је издат 1992. године и био је знатно дужи, због тога што је био први албум који је бенд издао на компакт-диску. Албум је имао неколико песама које су постале омиљене обожаваоцима. Диск је такође садржао два сингла „Wasting Love“ и „Be Quick or Be Dead“. То је такође био први албум где је песме писао Герс, али није било ниједне колаборације између Хариса и Дикинсона. Велика турнеја на коју је Ајрон мејден кренуо укључивала је и први латино амерички део (после једног јединог концерта током World Slavery турнеје). Група је такође наступила на  фестивалу у седам европских земаља. Мејдени су други пут наступили у Донингтон парку пред 80.000 људи и издали видео албум са тог наступа по имену .
Године 1993, Брус Дикинсон напушта бенд како би наставио са својом соло каријером, али одлучује да остане на опроштајној турнеји. Бенд је касније издао и два жива албума. Први, A Real Live One садржи песме у периоду од 1986. до 1992. и издат је марта 1993. Други A Real Dead One садржи песме у периоду између 1980. до 1984. и издат је након одласка Дикинсона. Дикинсон наступа на свом опроштајном концерту 28. августа 1993. године. Концерт је снимао и преносио Бибиси и касније је издат по имену .

### Ера Блејза Бејлија —и(1994—1999)
Године 1994. године стотине вокалиста, учествују на аудицији Ајрон мејдена. Бенд је на крају изабрао Блејза Бејлија, бившег певача бенда Вулфсбејн. Бејли је имао другачији стил певања од свог претходника, па је добио помешану критику од фанова.
После две године паузе и три године без издавања албума (рекорд бенда у то време), Ајрон мејден 1995. издаје албум The X Factor. Бенд је дебитовао на осмом месту топ-листе албума. То је била њихова најнижа позиција још од 1981. Албум је садржао „Sign of the Cross,“ еп од једанаест минута, то је најдужа песма бенда још од песме „Rime of the Ancient Mariner“. Бенд је током 1995. и 1996. ишао на турнејама, посетивши земље као што су Израел и Јужна Африка. После тога група објављује „Best of the Beast“, прву компилацију која садржи тада нови сингл „“.
Група се вратила у студио како би снимила албум Virtual XI. Албум је издат 1998. године. Позиције на топ листама су биле најниже у историји групе, не успевши да се прода у преко милион примерака. У исто време Стив Харис је ремастеровао целу дискографију бенда све до „Live at Donington“ и издао је као сет.

### ,и(1999—2005)
Фебруара 1999. године, Бејли напушта бенд узајамним договором. У исто време, група изненађује своје обожаваоце када објављује да ће се бенду опет придружити Брус Дикинсон и Адријан Смит, а у исто време ће остати и Јаник Герс. Ајрон мејден сада има три гитаристе и креће на врло успешну The Ed Hunter турнеју. Ова турнеја је такође пратила и бендову компилацију највећих хитова „Ed Hunter“. Компилација такође садржи и истоимену компјутерску игру са маскотом бенда у главној улози.
Први албум Brave New World, после повратка Смита и Дикинсона, издат је 2000. године. Тематика албума је инспирисана филмовима Врли нови свет и Човек исплетен од прућа. Албум је садржао прогресивнији и мелодичнији звук, у односу на раније објављена дела, са разрађенијом песничком структуром и клавијатурним оркестром.
Светска турнеја која је уследила, имала је преко сто датума и кулминирала је концертом у Рио Де Женеиру 19. јануара 2001. Бенд је тада свирао по други пут на фестивалу Rock in Rio пред публиком од око 550.000 људи. Ова изведба је снимана и издата на CD-у и DVD-у марта 2002. године као живи албум „“.
У лето 2003. Ајрон мејден издаје нови албум Dance of Death. Издавањем овог албума бенд је постигао критичарски и комерцијални успех широм света. Неки критичари су се сложили да је ово издање достигло квалитет сличном ономе из ранијих албума као што су „Piece of Mind“ и „The Number of the Beast“. Бенд је створио мрачнију слику у односу на претходни албум. На тематику албума највише је утицала историја и књижевност. Песма Montsegur говори о освајању Катарске тврђаве 1244. године, док песма Paschendale говори о истоименој бици из Првог светског рата. Турнеја која је пратила албум названа је „Dance of Death World Tour“. Трајала је 4 месеца, а бенд је свирао на око 50 концерта пред око 750.000 људи. Ово укључује и распродате концерте у Јужној и Северној Америци, Европи и Јапану.
Њихов наступ у Вестфаленхален арени (Дортмунд) је снимљен и издат августа 2005. као живи албум и DVD, назван „Death on the Road.“
Бенд најављује 2005. године „Eddie Rips Up the World“ турнеју, повезујући је са DVD-ом „The Early Days“, који садржи само материјал из прва четири албума. Као део њихове прославе раних дана бенда, песма Number of the Beast је реиздата и попела се право на треће место британске топ-листе. Турнеја је имала многе распродате концерте и фестивале где је бенд био главни извођач. Њихов концерт, на стадиону Улеви у Шведској, преношен је уживо у целој Европи. Концерт су видели приближно 60 милиона људи.
Задњи концерт Мејдена на Озфесту био је 20. августа 2005. године у Хјундаи павиљону пред око 50.000 људи.
Бенд завршава турнеју наступајући на викенд фестивалима Reading и Leeds - два концерта где су били око 130.000 људи и у Ирској 31. августа где су пред 40.000 фанова наступали на стадиону RDS. По други пут у својој историји бенд је свирао на хуманитарном концерту који организује фондација њиховог бившег бубњара Клајва Бера.

### (од 2005. до почетка 2007)
У јесен 2006. Ајрон мејден издаје нови албум A Matter of Life and Death. И ако ово није концептуални албум, рат и религија су главне теме у тексту песама, као и на омоту албума. Албум је наставио еволуцију групе ка отвореном прогресивном рок бенду мењајући многе хеви метал аспекте које су дефинисале албуме из раних осамдесетих година, као што су увођење комплексних промена ритмова и акустичних гитара. На успешној турнеји која је уследила, бенд је свирао цео албум, али је реакција на ову одлуку била помешана.
Децембра 2006, Ајрон мејден је снимио живу сесију у Abbey Road Studios за „Live from Abbey Road“. Њихов наступ је приказан на телевизији Channel 4 марта 2007 и Sundance Channel јуна 2007, заједно са Наташом Бедингфилд.
Новембра 2006. менаџер бенда Род Смолвуд објављује да је сарадња дуга 27 година са Sanctuary Music-ом завршена и бенд оснива нову компанију „Phantom Music Management“ у јесен 2006. Ниједна друга значајна промена није направљена.
Други део њихове турнеје је назван A Matter of the Beast у част прославе 25 година од издавања The Number of the Beast албума. Бенд се појављује на неколико великих фестивала широм света. Група је објавила да ће свирати по пет песама из The Number of the Beast и A Matter of Life and Death албума, али свирају само 4 песама из The Number of the Beast. Први пут наступају на Блиском истоку, на Dubai Desert Rock фестивалу 2007. пред око 20.000 фанова. Затим свирају први пут у Индији на Eddfest-у у Бангалору пред 45 000 људи. Овај догађај је био посебан, јер је означавао први концерт неког великог хеви метал бенда у Индији. Мејдени потом наступају на низ европских концерта, укључујући фестивале на отвореном и концертима на стадиону. У Енглској су били главни акт на Download фестивалу у Донингтон парку по четврти пут у њиховој каријери. Концерту је присуствовало 80.000 људи, што је оборило рекорд фестивала упркос већој цени карте. 24. јуна завршавају турнеју хуманитарним концертом у лондонској Брикстон академији, као помоћ фонду који је основао њихов бивши бубњар Клајв Бер.

### и(2007—2009)
Бенд, 5. септембра 2007. године, најављује „“, како би подржали издавање DVD-а њиховог Live After Death албума. Сетлиста турнеје се састојала од најуспешнијих хитова из 1980е, са бином која је била идентична бини из „Powerslave ере“. Турнеја је започета у Мумбају 1. фебруара 2008, где бенд свира пред публиком од скоро 30.000 људи. Први део њихове турнеје се састојао од 24 концерта у 21. граду. Бенд је путовао својим специјалним авионом названом „Ed Force One“. Свирали су први пут у Костарици и Колумбији, а такође и у Аустралији где нису били још од 1992. године. Бенд издаје 12. маја нову компилацију названу „Somewhere Back in Time“. Компилација садржи одабране песме између 1980. и 1988, укључујући и неколико верзија из „Live After Death-а“. Бенд држи концерт на Твикенем стадиону, што је њихов први концерт на неком стадиону у Британији. Задњи део њихове турнеје је био у фебруару и марту 2009. године. Бенд се први пут појављује у Перуу и Еквадору, а враћа се после 19 година у Венецуели и после 16 година у Новом Зеланду. На Rock In India фестивалу свирају свој трећи индијски концерт у периоду од две године. Задњи део турнеје се завршио на Флориди 2. априла, после чега група узима одмор.
Издавање документарног филма је најављено 20. јануара 2009. године. Филм је назван „Iron Maiden: Flight 666“ и прати групу за време првог дела Somewhere Back In Time турнеје. Снимљен је у копродукцији са Banger Productions, а објавио га је Universal Music Group у САД и EMI Records- у остатак света.
Током презентације у Сао Паолу, 15. марта 2009, Брус Дикинсон је рекао да је свирка у том граду била највећа у њиховој каријери. Мејдени су на том концерту наступали пред око 100.000 људи, што је њихов лични рекорд (не рачунајући наступе на фестивалима, јер су на њима наступали други бендови). На додељивању Британских музичких награда 2009. године, бенд је награђен у категорији Најбољи наступ уживо.

### (2010—данас)
Почетком 2010. године група издаје обавештење у коме бенд почиње са припремом новог материјала за нови албум и да је већ резервисао студио са Кевином Ширлијем као продуцентом. The Final Frontier је најављен 4. марта, а објављен 16. августа. То је био 15. студијски албум бенда. Албум је добио похвале од стране критичара и постао највећи комерцијални успех бенда, јер је заузео прво место на топ-листама у 40. земаља широм света.
Бенд је, на турнеји која је уследила, свирао на 98 концерта широм света, укључујући и прве концерте у Индонезији и Трансилванији. Турнеја се завршила у Лондону 6. августа 2011.
На 53. додели Греми награда, 13. фебруара 2011, бендов сингл „El Dorado“ побеђује у категорији Најбоља метал изведба. То је бендов први Греми после две номинације („Fear of the Dark“ из 1994. и „The Wicker Man“ из 2001)
EMI је најавио 15. марта да ће издати компилацијски албум као наставак албума Somewhere Back in Time из 2009. године. Албум је назван From Fear to Eternity и издат 6. јуна. Албум покрива период од 1990. до 2010. године (осам задњих студијских албума). Песме које је певао Блејз Бејли, укључене су као живе верзије које пева Брус Дикинсон.
У интервјуу поводом издавања „From Fear to Eternity“, менаџер групе Род Смолвуд открива да ће бенд издати нови концертни DVD 2011. године сниман током The Final Frontier World Tour.

## Утицај на друге уметнике
Ајрон мејден је инспирисао многе уметнике.
Металикин бубњар Ларс Улрих је рекао: „Ајрон мејден је био нацрт свега што смо ми хтели да будемо. Одувек сам имао невероватну количину поштовања и дивљење према њима.“ Такође каже да су Металикине песме - Fade to Black, Welcome Home (Sanitarium) и One инспирисане Ајрон мејденом.
Певачици Лејди Гаги Ајрон мејден је омиљени бенд, рекла је „да њихови фанови уживо, дишу и умиру за Мејден, и то је мој сан. Мејдени су ми променили живот.“
Кери Кинг гитариста Слејера каже: „Разлог због ког Слејер постоји је Ајрон мејден. Свирали смо „Phantom of the Opera“ у малом клубу; срећом запазио нас је власник „Metal Blade-а“...и дакле ево нас сад овде!“
Фронтмен Слипкнота Кори Тејлор је такође велики фан и изјавио је: „Стив Харис ради више са четири прста од сваког кога сам икада у животу видео. А Брус Дикинсон? Човече! Мени је он суштински певач старе школе хеви метала. Може да погоди ноте које су једноставно болесне, и велики је шоумен. Све то ме је учинило фаном. И није било особе са ким сам се дружио, а да није покушала да нацрта Едија у школским књигама.“
WWE рвач Крис Џерихо каже да му је Ајрон мејден омиљени бенд и да су имали огроман утицај на њега и његов бенд Фози.
Ем Шедоуз, из бенда Авенџед Севенфолд, сматра да је Ајрон мејден најбољи бенд уживо изјавивши: „Мејдени су далеко најбољи уживо бенд у свету и њихова музика је безвремена.“
Певач Тривијума, Мет Хифи каже: „Ајрон мејден је помогао у стварању онога што знамо као хеви метал. Њихов утицај се може чути у класичним и савременим сличним групама; група обожавалаца се протеже од најмлађих и најновијих хеви метал регрута све до екстремне, хеви метал елите. Без Ајрон мејдена, Тривијум сигурно не би постојао.“
Музика Ајрон мејдена је такође помогла Јеспешу Стромблоду, из групе Ин флејмс, да створи мелодични дет метал жанр, јер је „хтео да комбинује дет метал са мелодичним гитарским звуковима Ајрон мејдена.“

## Имиџ и заоставштина
Ајрон мејден је заузео 24. место на листи „100 Највећих уметника хард рока“ (енгл. 100 Greatest Artists of Hard Rock). Такође су заузели четврто место на MTV-јевој листи „Топ 10 највећих хеви метал бендова свих времена“ (енгл. Top 10 Greatest Heavy Metal Bands of All Time). Ајрон мејден је проглашен и за трећи најбољи хеви метал бенд свих времена на VH1-овој листи „Топ 20 метал бендова“ (енгл. Top 20 Metal Bands). Група такође добија Ајвор Новело награду за интернационално достигнуће 2002. године и примају је у Холивудско рок шеталиште на Сансет булевару.
Ајрон мејден често користи слоган „Up the Irons“ (прим. превода Напред Ајронси) на њиховој лиценцираној роби. То је парафраза „Up the Hammers,“ која се односи на лондонски фудбалски клуб Вест Хем јунајтед, чији је обожавалац Стив Харис. Обожаватељи Ајрон мејдена користе ову фразу како би се поздрављали или као знак распознавања.
Препознатљив лого групе налазио се на свим издањима још од њиховог почетка. Инсипирсан је дизајном постера за филм Човек који је пао на земљу.
Музички часопис Kerrang! 2008. године издаје трибјут албум „Maiden Heaven: A Tribute to Iron Maiden“. Песме бенда су свирали извођачи на које је утицао Ајрон мејден. Неки од њих су: Металика, Машин Хед, Дрим Тијатер, Тривијум, Кохид енд Кембрија, Авенџед Севенфолд итд. Постоје и други трибјут албуми са другим извођачима, укључујући и клавијатурни, електро, блек метал и хип хоп трибјут.
Песме Мејдена су се користиле у неколико видео-игара, као на пример у играма: Carmageddon 2, Grand Theft Auto: Vice City, Grand Theft Auto: Episodes From Liberty City, Grand Theft Auto IV: The Lost and Damned, Tony Hawk's Pro Skater 4, SSX on Tour и Madden NFL 10. Њихова музика се такође појављује у ритмичким видео-играма Guitar Hero и Rock Band, а песме се такође појављују у филмовима Феномена (итал. Phenomena) и Убиство по ставкама. Анимирани дуо Бивес и Батхед коментарисали су позитивно о Ајрон мејдену неколико пута.
Аутор Трансформерса, Бил Форстер је обожавалац Мејдена и убацио је неколико референци, као што су текстови песама и фраза „“

### Маскота
Дугогодишња маскота бенда је Еди. Еди се налази на већини албума, као и на концертима. Садашњу препознатљиву верзију је створио Дерек Ригс, а као инспирација му је послужила спаљена глава америчког војника коју је видео на документарцу о бици за Гвадалканал.
Дерек је био једини аутор Едија све до 1992. када бенд унајмљује и друге уметнике, као што је Мелвин Грант. Едију је име дао бенд на основу старе шале популарне у време настанка бенда. У почетку је то била најобичнија маска, која је стојала одмах поред логотипа бенда.

### Оптужбе за сатанизам и мистицизам
Њихов најконтроверзнији и најпопуларнији албум The Number of the Beast је објављен 1982. године. Хришћанске групе, нарочито оне у Сједињеним Државама, су због овог албума оптужиле бенд да је сатанистички. Забрањено им је да свирају у Чилеу 1990. године због истих оптужби. Међутим, насупрот овим веровањима, бенд није Сатанистички нити верује у мистицизам. По бенду ђаволска слика, која се повезује са њима, створена је због њихових омота албума и неколико песама, али то не треба да буде повезано са њиховом религијом и да буде центар њихове музике. У интервјуу који се налази на DVD-у „The Early Days“, Стив Харис је изјавио да није Сатаниста и да је песма The Number of the Beast настала на основу кошмара који је имао. Осим тога бубњар групе Нико Мекбрејн је у ствари опет рођени хришћанин још од 1999.

## Утицаји и музички стил
Групе и музичари који су утицали на Ајрон мејден су: Џудас Прист, Блек Сабат, Дип Парпл, Рејнбоу, Лед Цепелин, Крим, Битлси, Б. Б. Кинг, Џими Хендрикс, Ху, Раш, Кинг Кримсон, Тин Лизи, Стикс, Квин, UFO, Јураја Хип, Вишбон еш, Пинк Флојд, ЕЛП, Јес и Џетро Тал.
Стив Харис је 2010. године рекао: „Мислим да свако ко жели да разуме Мејденове раније ствари, поготово хармонију гитара, само треба да слушају Вишбон ешов албум Argus. Тин Лизи исто, али не толико. А онда смо желели да убацимо мало прогресивности такође, јер сам стварно слушао бендове као што су Џинезис и Џетро Тал. Све то искомбинујте са тешким рифовима и брзином и добили сте то.“ Харис је 2004. објаснио да бендова тешкоћа долази од Блек Сабата и Дип Парпла са мало убаченог Цепелина. Поврх свега, Харис је развио свој сопствени стил свирања, кога је гитариста Јаник Герс описао као „ритам гитара”, што је доводило до бендовог галопирајућег стила у песмама као што су  и .

## Специјални лет
Октобра 2007. Ајрон мејден добија дозволу да користи авион 757 компаније Astraeus, као транспорт на њиховој Somewhere Back in Time светској турнеји. Певач Брус Дикинсон је пилотирао летелицом „Ed Force One“, јер је радио као комерцијални пилот за Astraeus. Авион је преправљен у комби конфигурацију, пребојен у боје Ајрон мејдена и добио листу места која су посећена током турнеје. Ова шема је коришћена све до 28. маја 2008. када је авион опет почео да обавља комерцијалне летове. Исти авион је коришћен у другом делу Somewhere Back in Time турнеје 2009. године, а такође игра велику улогу у награђеном документарном филму Iron Maiden: Flight 666. Филм се приказивао у 42 земље света од априла 2009. године, а појавио се у DVD и Blu-ray форматима у Сједињеним Државама јуна 2009. Филм је своју прву телевизијску премијеру имао 4. марта на каналу BBC4, као део програма „Heavy Metal Britannia“.
„Ed Force One“ је коришћен опет у The Final Frontier World Tour 2011, с тим што је опет префарбан да би одговарао тематици албума The Final Frontier.

## Награде и признања
| Британске музичке награде - 2009.: — (срп. ) Ајвор Новело награде - 2002.: — (Интернационално достигнуће - Ајрон мејден) Холивудско рок шеталиште - 2005.: - (Индукован на Рок шеталиште: Ајрон мејден) Шведски рок - 2011.: 50 2001—2011.: Бр. 1 - A Matter of Life and Death, Бр. 2 - и Бр. 5 - - (50 албума деценије 2001—2011) Греми награде - 2011.: (Греми награда за најбољу метал изведбу: из ) Kerrang! награде - 1983.: (Најбољи британски бенд: Ајрон мејден) - 1983.: (Албум године: Ајрон мејден - „“) - 1984.: (Албум свих времена: Ајрон мејден - „“) - 1984.: (Најбољи бенд на планети: Ајрон мејден) - 1984.: (Најбољи живи бенд: Ајрон Мејден) - 1990.: (Бенд деценије: Ајрон мејден) - 1991.: (Најбољи британски бенд: Ајрон Мејден) - 1991.: (Рок икона: Еди) - 1991.: (Најбољи басиста на свету: Стив Харис) - 1992.: (Најбољи басиста на свету: Стив Харис) - 1993.: (Најбољи албум свих времена: Ајрон мејден - „“) - 2002.: (Најбољи живи наступ свих времена: Ајрон Мејден - „“) - 2005.: (Керанг! Дворана Славних - Ајрон мејден) - 2010.: (Најбољи метал албум свих времена: Ајрон Мејден - „“) - 2011.: (Најутицајнији рок бенд у задњих 30 година: Треће место - Ајрон Мејден) награде - 2008.: (Награда икона - Еди) - 2009.: (Награда Златни богови - Ајрон мејден) награде - 2006.: (Најбољи хеви метал албум - „“) филмски фестивал - 2009.: рокенрол награде - 2003.: (Најбоље реиздање пакета: „Eddie's Archives“ - Ајрон мејден) - 2003.: (Најбољи живи DVD: „Rock In Rio“ - Ајрон мејден) - 2006.: (Албум године - „A Matter Of Life And Death“, Ајрон мејден) - 2006.: (ВИП специјалне награде - Рол Смолвуд) - 2009.: (Бенд године - Ајрон мејден) Џуно награде - 2010.: (Сем Дун и Скот Мекфиден) (DVD године - Ајрон мејден: Flight 666') Европске филмске награде - 2010.: 2010 ( награда Сонисфер фестивал Ајрон Мејден, Кнебворт парк, 2010.) - 2010.: Best European Festival — Sonisphere Festival Iron Maiden, Knebworth Park, 2010 (Најбољи европски фестивал - Сонисфер фестивал Ајрон Мејден, Кнебворт парк, 2010.) Кључеви града - 2011.: Honorary Visitors Of BSAS - Keys To The City, Буенос Ајрес, 2011. |

## Дискографија

### Студијски албуми
- 1980.
- 1981.
- 1982.
- 1983.
- 1984.
- 1986.
- 1988.
- 1990.
- 1992.
- 1995.
- 1998.
- 2000.
- 2003.
- 2006.
- 2010.
- 2015.
- 2021.

### Живи албуми
- 1985.
- 1993.
- 1993.
- 1993.
- 1998.
- 2002.
- 2005.
- 2008.
- 2012.

### Компилације
- 1990.
- 1995.
- 1995.
- 1996.
- 1998.
- 1999.
- 2002.
- 2002.
- 2005.
- 2011.

### /
- 1981.
- 1983.
- 1985.
- 1985.
- 1987.
- 1989.
- 1990.
- 1993.
- 1993.
- 2001.
- 2002.
- 2003.
- 2004.
- 2005.
- 2009.

### -ови
- 1979.
- 1980.
- 1981.
- 2004.

## Турнеје
| Трајање             | Концертна турнеја | Поставе     | Поставе  | Поставе | Поставе    | Поставе | Поставе     | Заказани наступи |
| Трајање             | Концертна турнеја | Вокали      | Бас      | Гитаре  | Гитаре     | Гитаре  | Бубњеви     | Заказани наступи |
| ------------------- | ----------------- | ----------- | -------- | ------- | ---------- | ------- | ----------- | ---------------- |
| Фебруар 1980.       |                   | П. Ди'Ано   | С. Харис | Д. Мари | Д. Стратон | N/A     | К. Бер      | 11               |
| Апр 1980. ец 1980.  |                   | П. Ди'Ано   | С. Харис | Д. Мари | Д. Стратон | N/A     | К. Бер      | 75               |
| Феб 1981.–Дец 1981. |                   | П. Ди'Ано   | С. Харис | Д. Мари | А. Смит    | N/A     | К. Бер      | 140              |
| Феб 1982.–Дец 1982. |                   | Б. Дикинсон | С. Харис | Д. Мари | А. Смит    | N/A     | К. Бер      | 187              |
| Мај 1983.–Дец 1983. |                   | Б. Дикинсон | С. Харис | Д. Мари | А. Смит    | N/A     | Н. Мекбрејн | 142              |
| Авг 1984.–Јул 1985. |                   | Б. Дикинсон | С. Харис | Д. Мари | А. Смит    | N/A     | Н. Мекбрејн | 193              |
| Сеп 1986.–Мај 1987. |                   | Б. Дикинсон | С. Харис | Д. Мари | А. Смит    | N/A     | Н. Мекбрејн | 157              |
| Апр 1988.–Дец 1988. |                   | Б. Дикинсон | С. Харис | Д. Мари | А. Смит    | N/A     | Н. Мекбрејн | 101              |
| Сеп 1990.–Сеп 1991. |                   | Б. Дикинсон | С. Харис | Д. Мари | Ј. Герс    | N/A     | Н. Мекбрејн | 118              |
| Јун 1992.–Нов 1992. |                   | Б. Дикинсон | С. Харис | Д. Мари | Ј. Герс    | N/A     | Н. Мекбрејн | 68               |
| Мар 1993.–Авг 1993. |                   | Б. Дикинсон | С. Харис | Д. Мари | Ј. Герс    | N/A     | Н. Мекбрејн | 45               |
| Сеп 1995.–Сеп 1996. |                   | Б. Бејли    | С. Харис | Д. Мари | Ј. Герс    | N/A     | Н. Мекбрејн | 138              |
| Апр 1998.–Дец 1998. |                   | Б. Бејли    | С. Харис | Д. Мари | Ј. Герс    | N/A     | Н. Мекбрејн | 87               |
| Јул 1999.–Окт 1999. |                   | Б. Дикинсон | С. Харис | Д. Мари | Ј. Герс    | A. Смит | Н. Мекбрејн | 30               |
| Јун 2000.–Јан 2001. |                   | Б. Дикинсон | С. Харис | Д. Мари | Ј. Герс    | A. Смит | Н. Мекбрејн | 92               |
| Мај 2003.–Авг 2003. |                   | Б. Дикинсон | С. Харис | Д. Мари | Ј. Герс    | A. Смит | Н. Мекбрејн | 56               |
| Окт 2003.–Феб 2004. |                   | Б. Дикинсон | С. Харис | Д. Мари | Ј. Герс    | A. Смит | Н. Мекбрејн | 53               |
| Мај 2005.–Сеп 2005. |                   | Б. Дикинсон | С. Харис | Д. Мари | Ј. Герс    | A. Смит | Н. Мекбрејн | 45               |
| Окт 2006.–Јун 2007. |                   | Б. Дикинсон | С. Харис | Д. Мари | Ј. Герс    | A. Смит | Н. Мекбрејн | 58               |
| Феб 2008.–Апр 2009. |                   | Б. Дикинсон | С. Харис | Д. Мари | Ј. Герс    | A. Смит | Н. Мекбрејн | 91               |
| Јун 2010. вг 2011.  |                   | Б. Дикинсон | С. Харис | Д. Мари | Ј. Герс    | A. Смит | Н. Мекбрејн | 101              |